# Milhostov
Milhostov (en allemand : Mühlessen) est une commune du district de Cheb, dans la région de Karlovy Vary, en République tchèque. Sa population s'élevait à 331 habitants en 2020.

## Géographie
Milhostov se trouve à 11 km au nord-est de Cheb, à 32 km à l'ouest-sud-ouest de Karlovy Vary et à 142 km à l'ouest de Prague.
La commune est limitée par Křižovatka au nord-ouest, par Nový Kostel au nord, par Habartov à l'est, par Kaceřov et Nebanice au sud, et par Třebeň à l'ouest.

## Histoire
La première mention écrite de la localité date de 1219.

## Administration
La commune se compose de trois quartiers :
- Milhostov
- Hluboká
- Vackovec